# Elphos picaria
Elphos picaria là một loài bướm đêm trong họ Geometridae.